# Unidos Resulta en Democracia
Unidos Resulta en Democracia (URD)  fue un partido político chileno activo únicamente en la Región de Arica y Parinacota.

## Historia
Fue fundado en San Miguel el 14 de septiembre de 2015, según consta en el extracto de la escritura pública publicada el 23 de octubre de 2015 en el Diario Oficial de la República de Chile para establecer su constitución. Su símbolo consiste en una frase inferior en color negro con el texto «unidos RESULTA», con una imagen superior de cinco líneas semicirculares cada una conteniendo un círculo y formando una cuasi estrella, cada línea y círculo en color naranja, azul, verde, púrpura y rojo respectivamente, enmarcadas en un cuadro con bordes de color negro.
En su declaración de principios, Unidos Resulta en Democracia afirma ser una «colectividad humanista de personas libres en su pensamiento y actuar, que asigna al Estado un rol subsidiario donde es ineficiente y un rol responsable donde da respuestas satisfactorias». También señalan albergar a personas de todas las tendencias políticas, incluso a quienes no se sienten representados con ninguna opción. El partido fue inscrito de forma legal por el Servicio Electoral en la Región de Arica y Parinacota el 20 de junio de 2016.
El partido participará en las elecciones municipales de 2016 y busca constituirse en las regiones Metropolitana, de Tarapacá y de Antofagasta, de cara a las elecciones parlamentarias y de consejeros regionales de 2017. En el sorteo realizado el 28 de julio para definir la ubicación de las listas en las papeletas de votación de las elecciones de alcaldes y concejales obtuvo la letra Q.
El partido fue disuelto por el Servicio Electoral el 27 de abril de 2017 al no lograr la inscripción en tres regiones contiguas u ocho discontinuas, de acuerdo a las exigencias que establecía la Ley de Partidos Políticos.

## Resultados electorales

### Elecciones municipales
|  | 0,02 % |

|  | 0,02 % |